# 宇文逌
宇文逌（556年—581年1月11日），字尔固突，河南郡洛阳县（今河南省洛阳市东）人，追尊周文帝宇文泰第十五子。

## 生平
少好经史，解属文。武成（559年—560年）初年，封滕国公，食邑万户。天和（566年—572年）末年，拜大将军。建德初年，进位柱国。建德三年（574年），进爵为滕王。六年（577年），宇文逌为行军总管，与齐王宇文宪征稽胡。宇文逌破其首领穆友等，斩首八千级。还为河阳总管。宣政元年（578年），进位上柱国。伐南陈，宇文逌为元帅，节度诸军事。大象元年（579年）五月，下诏以荆州新野郡食邑万户给宇文逌，宇文逌出就国。二年（580年），朝京师。581年1月11日，与其子怀德公宇文祐、箕国公宇文裕、宇文礼、宇文禧为隋文帝所害，国除，诏赠滕国公。宇文逌所著文章，颇行于世。
宇文逌于死后6天即下葬于京兆万年县，而非洪渡乡洪坡里祖坟，可见隋朝代周在即的大势所趋及其葬礼之草率。
宇文祐母为宇文逌姬妾马称心。马称心后为隋朝女官。

## 諡號
宇文逌谥闻，与其他被杨坚所害的四位兄弟一样，都是恶谥。但本人墓志题名、正文所载谥号为“间”，通“简”，《隋书·经籍志》又收有“滕简王集”，且宇文逌一生并无失德之举，文才出众，又是皇帝叔祖父，“简”可能是宇文逌最初的谥号，在杨坚篡位后才改为恶谥。

## 延伸阅读
[在维基数据编辑]
 《北史·卷058》，出自李延壽《北史》

## 资料来源
1. 1 2 3 4  , 《唐史论丛（第十八辑）》 (第00期), 2014年, (第00期): 1–10  [2020-02-12], （原始内容存档于2020-06-17）
2. ↑  《马夫人墓志铭并序》

- 《周書》
- 《北史》